# Heilquellen in St. Moritz

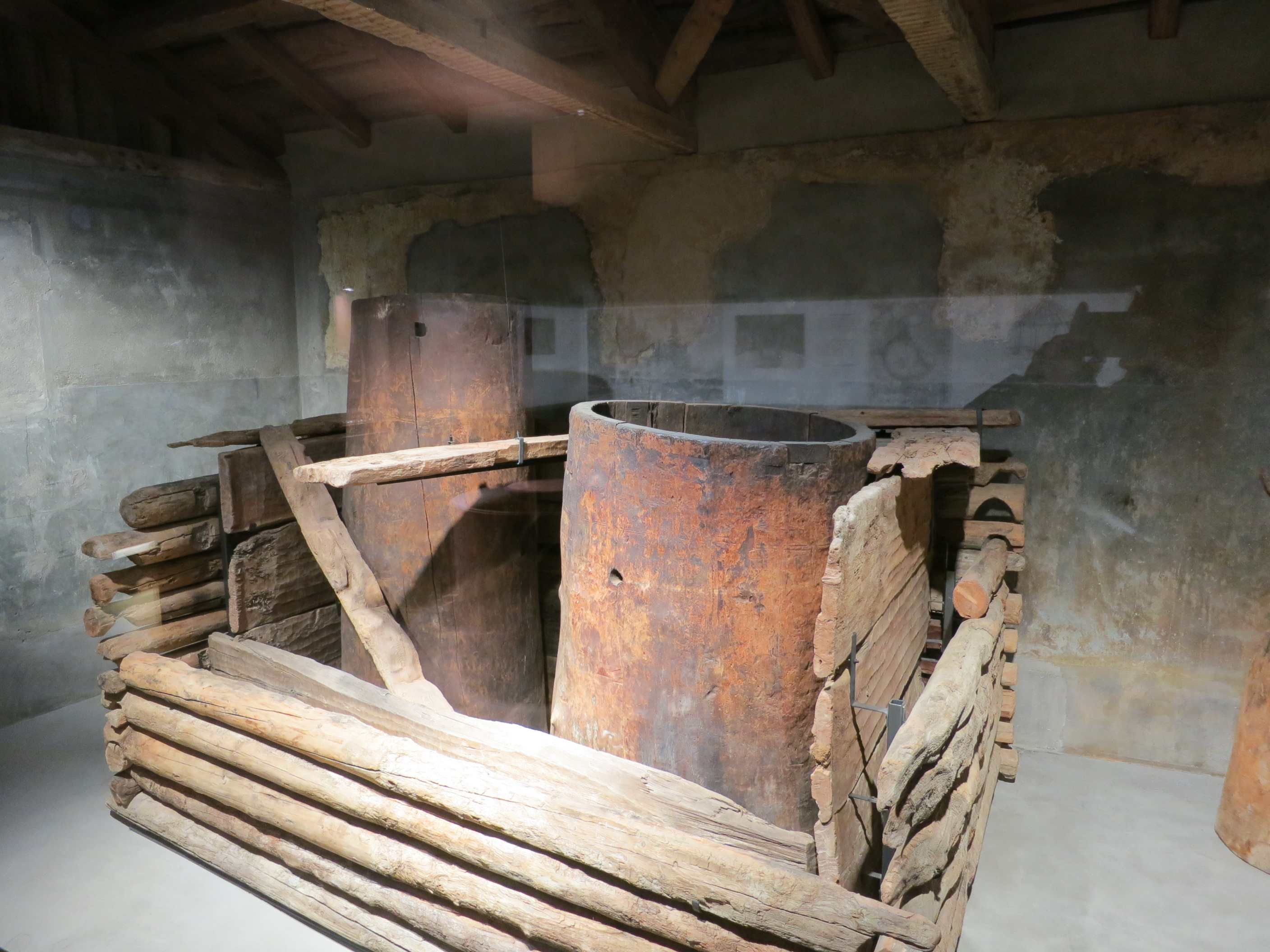
Die bronzezeitliche Quellfassung, seit 2014 ausgestellt im Forum Paracelsus, St. Moritz

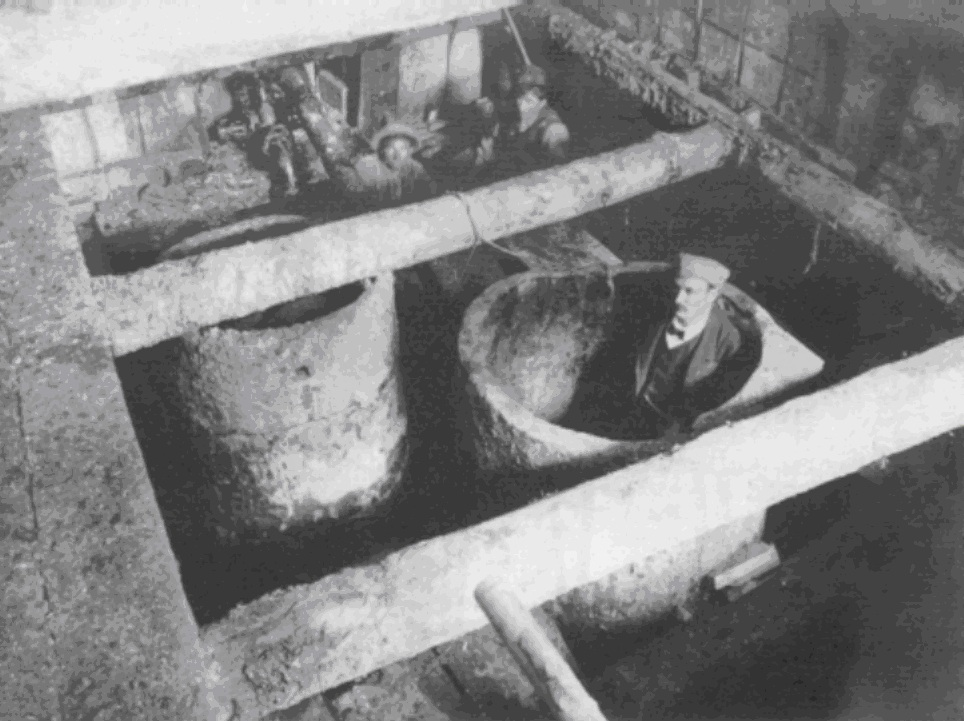
Die bronzezeitliche Quellfassung von St. Moritz während der Bergung, 1907.

Die Heilquellen in St. Moritz sind sprudelnde, kohlensäure- und eisenhaltige Mineralquellen, die den Ruf von St. Moritz als Heilbad begründeten. Die bronzezeitliche Quellfassung von St. Moritz gehört zu den herausragendsten Funden der Alpinen Archäologie.

## Urgeschichte
Die bronzezeitliche Quellfassung von St. Moritz wurde 1853 entdeckt und 1907 geborgen. Nach dendrochronologischen Untersuchungen ist das Holz der Anlage auf das Endjahr 1411 v. Chr. datiert. Innerhalb eines ausgehöhlten Baumstamms wurden bronzene Objekte (zwei Vollgriffschwerter, ein Schwertfragment, ein Dolch und eine Nadel) gefunden, die wohl als Weihegaben deponiert waren.

## Paracelsus

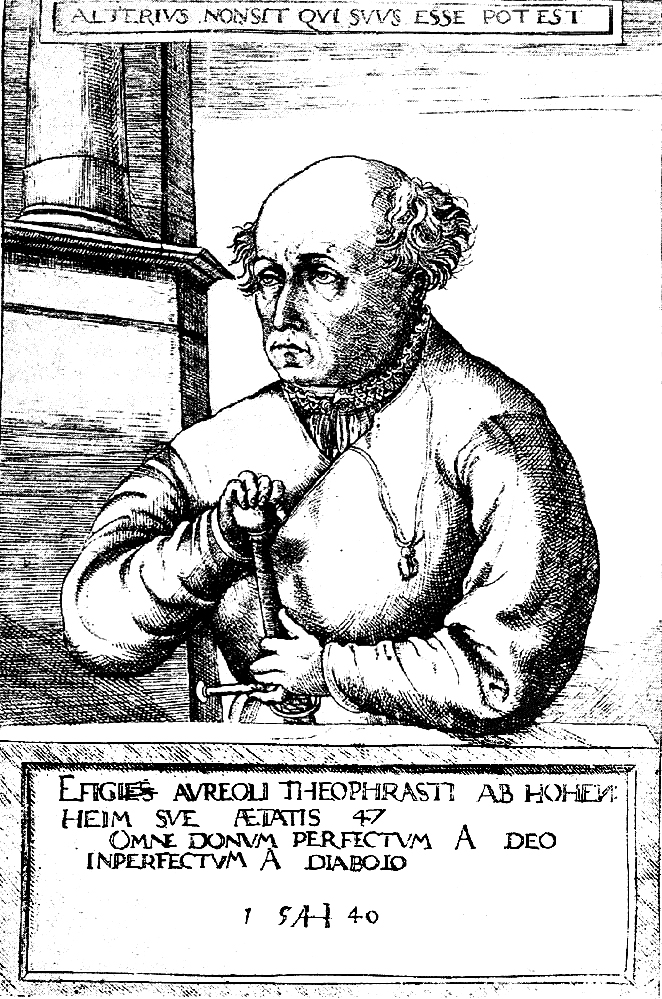
Paracelsus, 1540

Im 16. Jahrhundert erschienen die ersten wissenschaftlichen Abhandlungen über die St. Moritzer Heilquellen. Der Naturheilarzt Paracelsus weilte 1535 in St. Moritz un pries die Heilkraft der Quellen in seinem Werk von den tartarischen Krankheiten mit folgenden Worten:

„Ein acetosum fontale (Sauerbrunnen), das ich für alle, so in Europa erfahren habe, preise, ist im Engadin zuo Sanct Mauritz; derselbige Brun laufft im Augusto am säuristen. Der desselbigen Trancks trinket wie einer Artzney gebührt, der kan von Gesundheit sagen; und weist von keinem Stein (noch Sand nicht), er weist kein Podagra; kein Artherica; denn also wird der Magen dadurch bestärcket, coroboriert, dass er den Tartarum verdäuet, als ein Straus ein Eysen; als ein Amsel ein Spinnen; und nicht allein den Tartarum, sondern auch andere Ding, so Krankckheiten im Manschen machen deren primae materia in der Speis und Tranck ligt …“

(Paracelsus)

## Entwicklung
Viele weitere Ärzte kamen in der Folge nach St. Moritz, erkannten die Heilwirkung der Quellen und stellten ihren Patienten Kurverordnungen aus. Die Quellen waren weit über die Landesgrenzen hinaus bekannt und zogen viele Kurgäste an. 1566 wurde die Quelle bei einer Überschwemmungen verschüttet und blieb darauf lange Zeit verschollen. Ende des 16. Jahrhunderts liess ein polnischer Adliger aus Dankbarkeit für eine gelungene Kur eine einfache Hütte errichten. Um 1667 bot Herzog Victor Amadeus von Savoyen an, bei der Quelle ein Gasthaus errichten zu lassen, was die Gemeinde St. Moritz ablehnte, wohl aus Angst vor einer Konkurrenz für die Wirte im Dorf. So blieben die Verhältnisse um die Quelle bescheiden und die St. Moritzer nützten die Gaben der Natur kaum für ihre Gäste.
Im Jahre 1815 nutzten jüngere Bürger von St. Moritz die Abwesenheit der konservativen, älteren Einwohner, die auf dem Viehmarkt in Tirano waren, um durch einen Gemeindebeschluss die Korrektion des Inns und die Entsumpfung des alten Quellenareals zu bewirken und eine neue Strasse vom Dorf ins Bad zu bauen. 1831 wurde auf Initiative einiger vermögender und kaufmännisch gesinnter Männer eine Aktiengesellschaft gegründet und ein kleines Kurhaus gebaut. Dies brachte die positive Wende für das Bad und eine erste Blütezeit für St. Moritz als Kurort.
Bald folgten weitere Bauten im Bäderquartier bis zur Errichtung des Grand Hotel des Bains Kempinski 1864, dem später noch wiederholt umgebauten Kurhotel mit 129 Gästezimmern und einem Speisesaal mit 300 Plätzen. Die goldenen Jahre für St. Moritz dauerten von 1864 bis 1914; von 1896 bis 1932 verkehrte zwischen St. Moritz-Dorf und St. Moritz-Bad die Strassenbahn St. Moritz. Die Hochblüte des Kurbetriebs fand mit dem Beginn des Ersten Weltkriegs ein jähes Ende.

## Weltkriege
Nach dem Ersten Weltkrieg erholte sich der Tourismus nur langsam. Adelige Gäste kamen kaum noch in die Alpen, hingegen erschienen nun Stars des Showbusiness und Vermögende, die statt dem Heilwasser eher Feste, Belustigung oder sportliche Betätigungen wie Skifahren, Curlen oder Eislaufen suchten. Der Saisonschwerpunkt verlagerte sich vom Sommer auf den Winter und der Badegedanke trat in den Hintergrund. Fast nur die alten Kurgäste erinnerten sich an die Heilkraft der Quellen und nutzten dazu das neu zur Behandlung rheumatischer Krankheiten verwendete Alpenmoor von St. Moritz.

## Gegenwart
1976 wurde das jetzige Heilbadzentrum erbaut, um traditionelle Badekuren weiter anzubieten. Dies war unter anderem dem Einsatz des damaligen Kurdirektors Peter Kasper zu verdanken.

### Archäologische Ausstellung

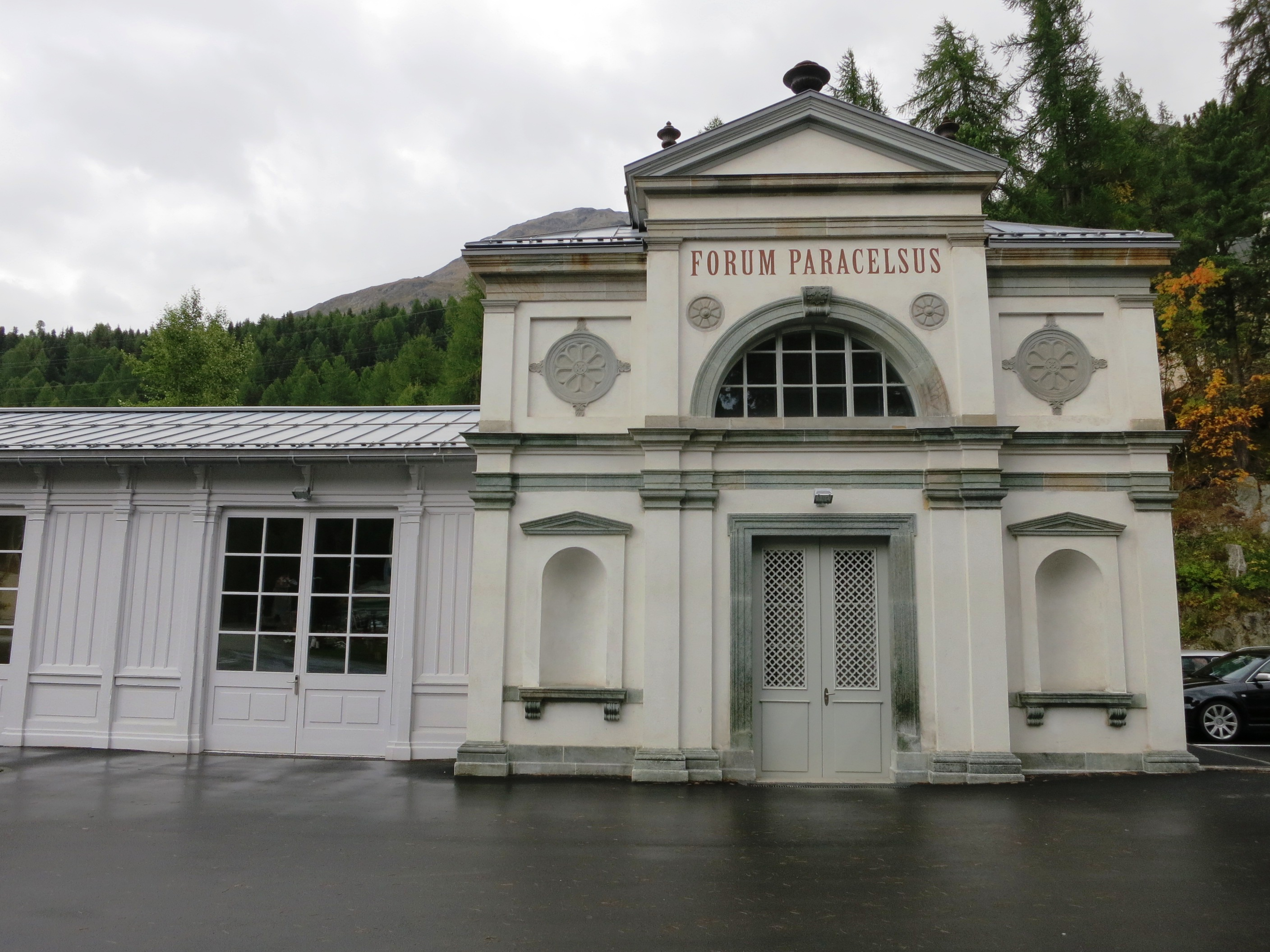
Forum Paracelsus

Die bisher im Untergeschoss (Cuort) des Engadiner Museum ausgestellte älteste Fassung der Mauritiusquelle befindet sich seit Juli 2014 im neugestalteten Forum Paracelsus in St. Moritz-Bad. Die dortige Ausstellung zeigt die Geschichte der St. Moritzer Bäderkultur. Neben der bronzezeitlichen Quellfassung werden Schwerter und Trinkgläser des Heilbades aus jener Epoche präsentiert. An einem Trinkbrunnen kann das St. Moritzer Sauerwasser degustiert werden.
Während einer Unwetterperiode Anfang Juli 2024 kam es im Bäderquartier mit dem Sportzentrum wegen starken Hochwassers des Bergbachs Ovel da Tegiatscha, eines Zuflusses des Inn, zu einer grossen Überschwemmung, bei der auch das Forum Paracelsus unter Wasser stand. Die aus Holz bestehende urzeitliche Quellfassung wurde vom Wasser aus ihrer Position gerissen und stand längere Zeit tief im Wasser. Die antiken Funde wurden später vom Archäologischen Dienst des Kantons Graubünden geborgen und für die Restaurierung abtransportiert.

## Charakteristik des Quellwassers
Das Quellwasser enthält nennenswerte Mengen an Calcium (> 200 mg/L in den meisten Messungen), Natrium (> 100 mg/L) und Magnesium. An Anionen sind vor allem Carbonat beziehungsweise Hydrogencarbonat, Sulfat und Chlorid enthalten.